# Grand Prix automobile de Tchécoslovaquie 1937
Le Grand Prix automobile de Tchécoslovaquie 1937 est un Grand Prix qui s'est tenu sur le circuit de Masaryk le 26 septembre 1937.

## Grille de départ
| 1re ligne | Pos. 1               |                      | Pos. 2                        |
| --------- | -------------------- | -------------------- | ----------------------------- |
|           | Nuvolari Alfa Romeo  |                      | Lang Mercedes-Benz            |
| 2e ligne  |                      | Pos. 3               |                               |
|           |                      | Rosemeyer Auto Union |                               |
| 3e ligne  | Pos. 4               |                      | Pos. 5                        |
|           | Brivio Alfa Romeo    |                      | Von Brauchitsch Mercedes-Benz |
| 4e ligne  |                      | Pos. 6               |                               |
|           |                      | Müller Auto Union    |                               |
| 5e ligne  | Pos. 7               |                      | Pos. 8                        |
|           | Seaman Mercedes-Benz |                      | Caracciola Mercedes-Benz      |
| 6e ligne  |                      | Pos. 9               |                               |
|           |                      | Soffietti Maserati   |                               |
| 7e ligne  | Pos. 10              |                      | Pos. 11                       |
|           | Hartmann Maserati    |                      | Balestrero Alfa Romeo         |
| 8e ligne  |                      | Pos. 12              |                               |
|           |                      | Festetics Maserati   |                               |

## Classement de la course
| Pos | no | Pilote                  | Écurie           | Châssis            | Tours | Temps/Abandon                                       | Grille |
| --- | -- | ----------------------- | ---------------- | ------------------ | ----- | --------------------------------------------------- | ------ |
| 1   | 2  | Rudolf Caracciola       | Daimler-Benz AG  | Mercedes-Benz W125 | 15    | 3 h 9 min 25 s 3                                    | 8      |
| 2   | 4  | Manfred von Brauchitsch | Daimler-Benz AG  | Mercedes-Benz W125 | 15    | 3 h 10 min 1 s 7                                    | 5      |
| 3   | 14 | Hermann Paul Müller     | Auto Union       | Auto Union Type C  | 15    | 3 h 10 min 7 s 1                                    | 6      |
| 3   | 14 | Bernd Rosemeyer         | Auto Union       | Auto Union Type C  | 15    | 3 h 10 min 7 s 1                                    | 6      |
| 4   | 6  | Richard Seaman          | Daimler-Benz AG  | Mercedes-Benz W125 | 15    | 3 h 10 min 43 s 8                                   | 7      |
| 5   | 18 | Tazio Nuvolari          | Scuderia Ferrari | Alfa Romeo 12C-36  | 14    | + 1 tour                                            | 1      |
| 6   | 20 | Antonio Brivio          | Scuderia Ferrari | Alfa Romeo 12C-36  | 14    | + 1 tour                                            | 4      |
| 7   | 34 | László Hartmann         | Privé            | Maserati 8CM       | 13    | + 2 tours                                           | 10     |
| 8   | 32 | Ernő Festetics          | Privé            | Maserati 8CM       | 12    | + 3 tours                                           | 12     |
| Abd | 10 | Bernd Rosemeyer         | Auto Union       | Auto Union Type C  | 7     | Accident                                            | 3      |
| Abd | 8  | Hermann Lang            | Daimler-Benz AG  | Mercedes-Benz W125 | 4     | Accident (plusieurs morts et blessés dans la foule) | 2      |
| Abd | 26 | Renato Balestrero       | Privé            | Alfa Romeo Tipo B  | 4     |                                                     | 11     |
| Abd | 4  | Luigi Soffietti         | Privé            | Maserati 6C-34     | 4     |                                                     | 9      |
| Np  | 12 | Achille Varzi           | Auto Union       | Auto Union Type C  |       | Essais seulement                                    |        |
| Np  |    | Hans Stuck              | Auto Union       | Auto Union Type C  |       | Non partant                                         |        |
| Np  | 16 | Rudolf Hasse            | Auto Union       | Auto Union Type C  |       | Non partant                                         |        |
| Np  | 22 | Eugenio Siena           |                  | Alfa Romeo         |       | Non partant                                         |        |
| Np  | 24 | Paul Pietsch            | Privé            | Maserati 6C-34     |       | Accident aux essais                                 |        |
| Np  | 26 | Hans Ruesch             | Privé            | Alfa Romeo Monza   |       | Non partant                                         |        |
| Np  | 36 | Jean Calcianu           | Privé            | Maserati           |       | Non partant                                         |        |

- Légende: Abd.=Abandon ; Np.=Non partant

## Pole position & Record du tour
- Pole Position : Tazio Nuvolari.
- Tour le plus rapide : Rudolf Caracciola en 11 min 59 s 3 au 6e tour.